# جيري فلمنج
جيري فلمنج هو لاعب هوكي الجليد كندي، ولد في 16 أكتوبر 1967 في مونتريال في كندا.

## وصلات خارجية
- جيري فلمنج على موقع دوري الهوكي الوطني (الإنجليزية)
- جيري فلمنج على موقع EliteProspects.com (الإنجليزية)
- جيري فلمنج على موقع Eurohockey.com (الإنجليزية)
- جيري فلمنج على موقع HockeyDB.com (الإنجليزية)
- جيري فلمنج على موقع Hockey-Reference.com (الإنجليزية)